# 艾爾哈德·米爾希
艾爾哈德·阿爾弗雷德·里夏德·奧斯卡·米爾希（1892年3月30日—1972年1月25日）是納粹德國的一位空軍元帥，為第一次世界大戰後的德國重新建立空軍擁有極大的功勞，他的元帥軍銜主要也是因此而得，還曾被刊登於1940年8月26日當期的《時代》雜誌封面。第二次世界大戰期間，米爾希繼續擔任戰時管理德國空軍飛機生產的核心人物，但在研發主力戰機的後續機種上有重大疏失，使得德國軍機舊化、服役時間太長而被盟軍超越；另外還長期於空軍中持以攬權作風，對參謀部與各大小機關事務加以干涉，造成內部權力鬥爭的局面。米爾希在第二次世界大戰結束後被紐倫堡後續審判起訴涉及將戰俘、平民用於人體實驗與強迫勞動，並判處終身監禁，但在1954年1月即獲釋，於1972年逝世。另外值得注意的是，米爾希具有猶太人血統，也是德軍為數不多的猶太裔軍人裡最高軍階者。

## 生平

### 早年
米爾希在1892年3月30日出生於威廉港，父親安東·米爾希（Anton Milch）為一名德意志帝國海軍的猶太人藥劑師，母親則為克拉拉·菲特（Klara Auguste Wilhelmine Vetter），是一名金髮碧眼的新教徒女性，於27歲生下米爾希。1910年，米爾希則試著加入德意志帝國海軍，但被拒絕（有傳聞指出可能是因為其猶太人血統）；同年2月，米爾希加入了德意志帝國陸軍，在柯尼斯堡的第1徒步砲兵團經過8個月的訓練後，米爾希以最年輕的學員身份進入了安克拉姆軍事學院，並以前120名的優秀成績畢業，在當時的同學心裡留下了深刻的印象。1913年，米爾希被轉至于特博格的砲兵學校，在一次紙筆測驗中他因為預見彈藥的消耗量而對其砲兵下達了停火命令，此舉令閱卷官大吃一驚。砲兵課程學完後不久，米爾希也申請了飛行訓練。

### 第一次世界大戰
不久，1914年第一次世界大戰爆發，22歲的米爾希以砲兵少尉軍官的身份參戰，當時他正在西普魯士進行砲術的訓練。德意志帝國為戰爭而開始動員時，米爾希被軍方電報傳回東線柯尼斯堡擔任第1徒步砲兵營的副官，並負責當地要塞的防禦。米爾希多次申請轉調至前線單位並獲准，他首先參加了黛梅河（Deime）的戰鬥，在進攻的第3天，俄軍開始對德軍交通線進行攻擊，而米爾希的砲兵部隊開火還擊。在東普魯士的俄軍被清除、米爾希隨部隊南下為其他陸軍單位提供火力支援。1915年7月，米爾希被選派作為偵查飛行員，在完成相關訓練後加入了新成立、駐於西線梅斯和凡爾登之間機場的砲兵第204航空偵查隊，米爾希在該單位中因為作戰表現優異而獲得了一級鐵十字勳章。1915年8月18日，米爾希晉升中尉。隔年米爾希又轉到了陸軍第41步兵團第9連服務，年底時成為庫爾蘭飛行學校的副司令（總司令為库尔特·图霍夫斯基）。1918年7月又回到航空隊作為情報官，1個月後米爾希晉升為上尉，並將入學戰爭學院進行參謀訓練，同時他也被任命為過去待過的第204航空偵查隊指揮官，後來又被指派為第6戰鬥機中隊隊長。

### 戰間期

#### 投身航空事業

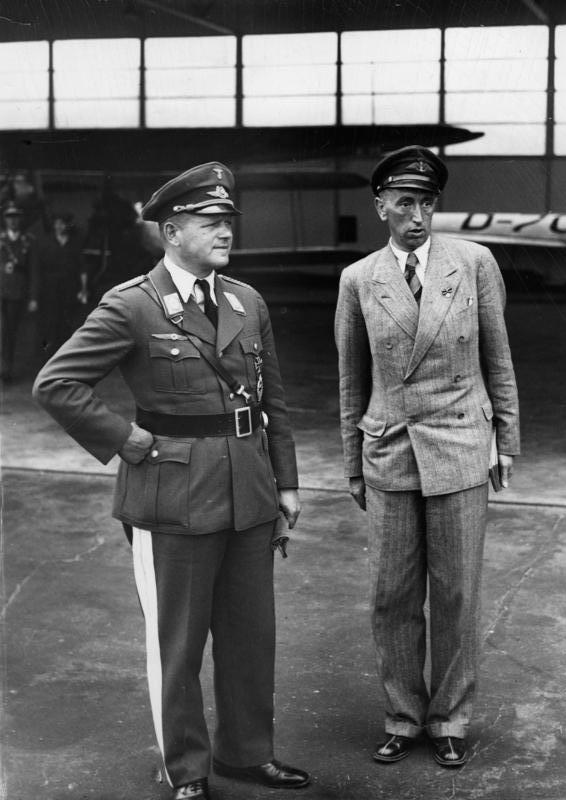
米爾希與特奥·奥斯特坎普少將（1934年）

第一次世界大戰於1918年11月結束後，米爾希加入了自由軍團，還曾指揮「柯尼斯堡航空警察隊」大隊打擊於東普魯士爆發的共產主義份子叛亂活動。原本協約國在停戰協議中同意德國可保有20萬人的兵力，其中也包括飛行員。但因為後續簽署的凡爾賽條約，德國的空軍被禁止設立，而米爾希也在教授航空知識給秘密保存的空軍部門後，於1920年1月31日離開了軍隊。米爾希之後開始投入民間航空業，他與一戰時的中隊隊友戈特哈特·萨克森贝格一起於但澤創立了一家小型的航空公司，名為「勞埃德航空服務-北德意志勞埃德德國地區聯合航空公司」，而後這家連結但澤到波羅的海諸國的公司被簡稱為「勞埃德運輸」（Lloyd Ostflug），從事航空快遞。1923年，勞埃德運輸與競爭對手航空聯盟公司（Aero Union）併入了德意志勞埃德航空，米爾希成為了勞埃德運輸的繼承公司—但泽航空的總經理。之後，米爾希與薩克森堡轉到本公司的競爭對手容克斯航空運輸（Junkers Luftverkehr）工作，薩克森堡還被任命為公司總經理，然而薩克森堡在該位置僅一年時間就被撤換，1926年時由米爾希接替。米爾希在容克斯麾下工作的這段時間裡曾去過世界不少地方，其中也包括美國，並對其所擁有的巨大工業能力有非常深刻的印象，也是後來德國於1941年12月對其宣戰時，少數有其認知的高階納粹官員。米爾希將容克斯航空運輸與他以前的德意志勞埃德航空公司於同年1月6日合併，組成了德国汉莎航空公司，並擔任第一任總經理。在米爾希的積極又嚴格的經營下，漢莎航空先後在巴黎、馬賽、西班牙、中國、羅馬、俄羅斯和南美洲國家設立了航線，成為當時世界數一數二的飛航公司。

#### 加入納粹黨與組建空軍

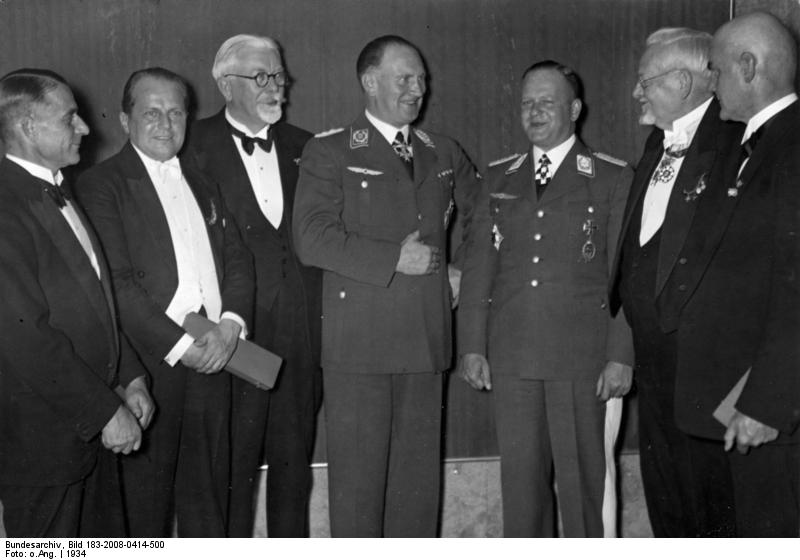
1934年的米爾希（右數第3人）

1933年納粹黨獲得了政治大權，德國總理阿道夫·希特勒開始重整德國軍備，並任命其政治友人、一戰王牌飛行員赫爾曼·戈林任空軍總司令，重建空軍。戈林希望擁有德國航空業管道，找上當時德國民間航空界中佔有重要地位的漢莎公司總經理米爾希，邀請出任國家航空部副部長。但是因為當時身為國會議長的戈林曾固定每月接受米爾希的金錢資助以在國會中為漢莎進行公關活動，米爾希亦瞧不起戈林政客身份而拒絕，直到最後被戈林和希特勒聯手說服，並加入納粹黨，並獲上校軍階。國家航空部主管德國空軍的飛機生產，整合國內各大飛機的訂單，米爾希在管理事務上也有因為私人恩怨而對其他航空界人士報復，如胡戈·容克斯和威利·梅塞施密特，對於後者則是因為1928年米爾希進行梅塞施密特公司的M20輕型民航機採購案，米爾希的摯友漢斯·哈克曼（Hans Hackman）在試飛原型機時意外墜毀身亡，米爾希對此懷恨在心，在自己權力範圍內盡可能阻礙梅塞施密特所能得到的國內飛機訂單，梅塞施密特不得已只好往國外接單，卻被米爾希控以叛國罪，並派出蓋世太保，由於梅塞施密特與納粹黨高層人物魯道夫·赫斯有不錯的關係才倖免，而後在成功搶到Bf 109戰鬥機的訂單後地位才有所轉變，該機後還成為德國空軍的戰鬥機主力，並一直使用至大戰結束。
在建設空軍的工作中，米爾希的生產管理能力佳，與帝國空軍技術部（Technisches Amt）部長恩斯特·烏德特一起合作，將德國空軍的飛機產量於短時間增長許多，其中也有原因是希特勒不注重飛機大小，比較在意數量；還制定了飛行訓練和教授新一代飛行員轟炸程序的課程。德國空軍在首任空軍參謀長瓦爾特·韋佛對「戰略空軍」推動下，德國研製了烏拉爾轟炸機，對此類大型轟炸機米爾希與戈林一樣，僅給予很少的支持。而在烏德特從美國買回的霍克II戰鬥機來進行俯衝轟炸機的試驗，米爾希在看到飛完的烏德特倦容後，認為以其優異的飛行技術都難以駕馭，更何況一般的德國飛行員？且對俯衝轟炸的動作視為「無聊之舉」，對俯衝轟炸機也不看好。除了飛機的生產外，米爾希還幫助了德國空軍建立了空降獵兵部隊，是為德國的傘兵部隊。在第二次世界大戰爆發前，米爾希還涉入西班牙內戰，規劃了「魔火行動」來幫助弗朗西斯科·佛朗哥的非洲部隊以Ju 52運輸機送至西班牙本土，改變了內戰雙方的軍事平衡。Ju 52也是戰爭爆發前，米爾希所推動製造的一款優秀軍用機，之後也一直擔任納粹空軍的運輸主力直到戰爭結束。

### 猶太人血緣與空軍同事的關係
米爾希的能力令上司戈林有所恐懼，其地位也不斷升高（1934年晉升為少將、1935年晉升為中將、1937年晉升為航空兵上將、1938年晉升為大將），但米爾希因為父親是猶太人而於1935年受到納粹內部的質疑，蓋世太保也介入了調查。戈林為保全米爾希的能力而宣稱米爾希父親並非猶太人藥劑師安東·米爾希，而是叔父卡爾·布勞爾（Karl Brauer），並由米爾希之母簽署證明書保證，戈林也因此有一名言傳出：「在德國空軍中，由我來決定誰是猶太人！」，米爾希之後也獲得了德國血統證書。除此之外，也有為純血母親與男爵赫爾曼·馮·拜爾（Hermann Von Bier）私生子和養子的說法，其他有母親也是猶太人，而米爾希是純種猶太人的說法。
米爾希非常覬覦其空軍管理行政事務與指揮作戰的權力，這兩者都被戈林所擁有，因此他開始涉及空軍參謀部的諸多事務。在韋佛因為意外去世後，空軍參謀長的位置由阿尔贝特·凯塞林接替，並密謀反對凱塞林。凱塞林本人則想限制米爾希的權力，他在米爾希干涉空軍內部人事時主要的兩次衝突為1936年時，米爾希要將漢斯·耶匈尼克送往軍法審判，原因是其轄下訓練事故太多，而凱塞林出面干涉和一次換凱塞林要將米爾希送軍法審判，原因是他認為米爾希於一次英國之行，對英軍透漏了太多德國空軍的秘密。對米爾希來說不幸地是，空軍內部軍官大部分都是支持凱塞林，他們對於較年輕的米爾希則視為「身穿軍服的平民」以及私下議論其猶太人血統，而米爾希則對他們抱著自己航空技術知識豐富的優越感。對於米爾希與參謀部勢力的衝突，身為兩方上司的戈林並未出面調停，該人在飛機技術與指揮作戰各不如米爾希與參謀部人員，因此藉以分化兩者以免聯合起來影響其地位，也壓制權力漸長的米爾希。
不滿一年，凱塞林就於1937年5月31日從參謀長的位子自請辭職，繼任的漢斯-尤根·史托普將軍也很快地於1939年1月31日辭職。最後，此位置由年輕的耶匈尼克擔任，他也是任期最長的參謀長。耶匈尼克在1933年代曾任米爾希的副手，但因為不明原因兩人關係惡化。有人認為，戈林之所以要任命如此年輕的耶匈尼克擔任這麼重要的職位是因為對於自己在技術與作戰事務上的落伍有所認知，才以一位資歷淺的軍官擔任參謀長，比較容易加以控制。
與米爾希地位平行的烏德特最初也與米爾希極為要好，米爾希教他飛機技術上的知識，而烏德特也教授飛行技巧做回報。然而，由於烏德特在其工作職位上的角色並非其所長以及隨著戰爭延長，飛機生產事務增多使得他們兩個的權力有所重疊，空軍作戰不利使得烏德特長期受到戈林被希特勒責罵時、作為承擔責任的對象而倍感壓力，米爾希也想取代其位，關係惡化而成了敵人。1941年時，米爾希取代了烏德特部份職務，還將其技術局同僚撤換，使得烏德特極不適應。烏德特最後自殺時責怪戈林將他拋棄，米爾希則接替其空軍軍械部長一職。

### 第二次世界大戰

#### 西方戰役到史達林格勒

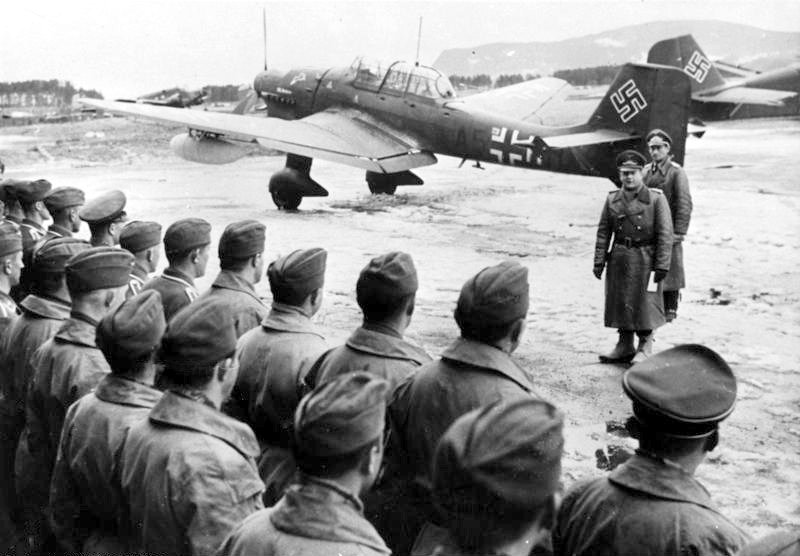
米爾希校閱第5航空隊官兵

1939年，德國入侵波蘭，挑起了第二次世界大戰，米爾希雖然為將軍，卻幾乎沒有指揮作戰，僅指揮過入侵挪威的威瑟演習作戰中的第5航空隊和規劃對法國的防空系統而已，因為前者表現尚算不錯，米爾希獲得了騎士鐵十字勳章。在法國戰役後，希特勒於7月19日在柏林召集所有軍事領導人，宣佈西方戰役結束，同時晉升了14位陸、空軍元帥，其中包括了米爾希，後來的陸軍元帥埃里希·馮·曼斯坦在回憶錄《失去的勝利》中表示：「希特勒這種行動毫無疑問足以使這種官階的威望貶值……空軍部的副部長，他的組織功績固不可沒，但卻絕不足以與陸軍總司令相提並論。」
法國戰役一結束，德國接著發動不列顛空戰為登陸作戰鋪路，米爾希和其他大部分的空軍將官都對戈林「單憑空軍即可使英國投降」的保證感到懷疑，這場二戰最大的空戰由德國的失敗做結束，米爾希規劃生產計畫來補充德軍飛機的損失。而希特勒則將眼光放到蘇聯，並籌備新的戰爭計畫。米爾希在得知入侵蘇聯的計畫後，認為其至少要4年，也就是要度過4個冬天，無法如希特勒所想的在1941年夏秋間打敗蘇聯。因此米爾希開始囤積冬季作戰裝備，為空軍準備了數十萬套冬裝。巴巴羅薩作戰後期，德國陸軍飽受冬寒之苦，而空軍地勤與高射砲人員因為額外準備的冬裝而較無損失，希特勒之後將其部份分給了陸軍。
德軍撐過了1941年的冬天，在隔年夏天以高加索油田為目標展開攻勢，而最後德國第6軍團在冬天被困於史達林格勒，戈林以個人身份向希特勒保證可以空投方式補給第6軍團，但空軍並無如此強大的運補能力，而米爾希也被希特勒命令執行此作戰，而他也曾對戈林說過：「完成這一任務有一定的難度，但並非不可能。」，他親自前往當地與沃爾弗拉姆·馮·里希特霍芬上將會晤，發現現場狀況遠比想像中的惡劣，對里希特霍芬表示愛莫能助，陸軍的救援行動冬季風暴行動也遭失敗，此次嘗試補給物資給被圍軍團的行動也大大折損了空軍的運輸機和轟炸機，從1942年11月24日至1943年1月31日總共損失488架珍貴的可運補軍機，超過一個航空軍。

#### 戰爭工業與帝國保衛戰

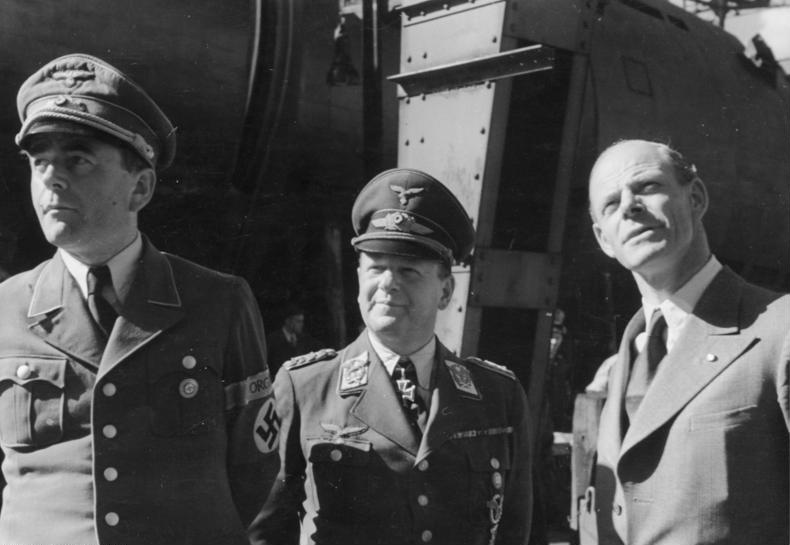
掌管德國軍用飛機生產的三位重要人物，由左至右：斯佩爾、米爾希和梅塞施密特教授。

戰爭期間，德國海軍一直有著缺乏海軍航空兵的困擾，埃里希·雷德爾由於沒收到戰前承諾的600架軍用機而抗議，對此米爾希加以干涉，但戈林拒絕交付，米爾希也在事後對此十分後悔：海軍沒有飛機。米爾希也在戰爭中對空軍許多失敗飛機的開發、浪費資源而有責任，如Me 210、He 177和Ju 288，無法替代服役多年的舊機，特別是Bf 109、Fw 190和Ju 87等，使得米爾希受到了指責。德國本土方面，米爾希本儘管生產各戰線消耗戰機，對盟軍的小規模空炸並未特別注意，但注意到美軍的B-17轟炸機性能優越，向戈林提出警告，卻不被理會，戈林還不耐煩地打斷他的話，回應道：「空軍參謀部已向我報告過這飛機的性能，根本就不用擔心。」緊接著米爾希又向戈林報告另一款更先進的轟炸機—B-24的資料，但戈林不滿地說：「我真不知道要聽誰的，空軍參謀部有一種說法，你對我又是一種說法，每逢這種情況，我唯一的辦法就是，誰的都不聽，只相信自己的判斷。」。在漢堡大轟炸後，與耶匈尼克和戈林有相同想法：必須大量生產戰鬥機來防禦德國，但希特勒執意要生產轟炸機對英國進行復仇性轟炸。1943年7月28日，戈林命令米爾希負責將第三帝國防務列為戰備重點，米爾希還要求高頻儀器製造廠設計出一種可不受盟軍干擾新式雷達，並訂下「預計於最短時間內消滅二到三成的敵軍夜間轟炸機。」的目標，也參與了夜戰反轟炸作戰的計畫。但即使如此防空成效仍不彰，不僅是德國平民對空軍評價逐漸下降，連戰爭工業負責人阿尔伯特·斯佩尔也對其極為困擾，戈林在希特勒心中的地位也為之驟變，米爾希抓住此機會，聯合納粹權力高層約瑟夫·戈培爾和海因里希·希姆莱慫恿希特勒將戈林替換，但希特勒不肯，隨後1944年6月，戈林利用他的影響和權力對其報復，迫使米爾希離開空軍裝備部長之職，到斯佩爾手下工作。

#### 長程轟炸機的殞命
除了30年代早期的烏拉爾轟炸機外，保羅·戴希曼（Paul Deichmann）少校仍繼續提出研製長程重型轟炸機的計畫，在會議中米爾希打斷了其敘述四發轟炸機之優點，並歸納出：
1. 那些過度主張四引擎優點的說法，不只是在德國的推動者高估其優點，外國亦然。
2. 什麼飛機能夠保持在32,800英呎處飛行？根據統計，德國的天空每年有超過40％的日子是烏雲密佈的，也就是說根本不可能由這個高度來對德國發動空襲。言下之意為重型轟炸機在德國高空飛行的優勢並不明顯。
3. 德國工業能力只允許建立一支總數1000架的重轟炸機兵力，但是在這期間德國卻可以生產更多的雙引擎轟炸機。而發展重轟炸機的計畫，即使只是製造一些試驗原型機，都會立即危害Ju 88轟炸機的製造計畫。

因此，最後米爾希決定大量生產雙引擎轟炸機（主要是Ju 88轟炸機），雖然由于在不列顛空戰與巴巴羅薩作戰中失敗以及美國的參戰，德國空軍認為有研發長程轟炸機得必要，但為時已晚且資源不足。唯一稱得上是接近實用化的He 177在初期也是問題很多，佔去德國不少產能。

#### 戰鬥機與噴射機
米爾希曾於1939年6月21日看過人類史上第一架噴射機He 178的試飛，但對其不感興趣。由於戰爭對德國軍備資源消耗量越來越大，米爾希不鼓勵開發新武器的作法，擔心因而降低德國的產能，仍持續生產舊式的Bf 109和Fw 190，而這兩種飛機已無法對抗盟軍新一代的戰鬥機與轟炸機。在戰鬥機中最被技術人員看好的Me 262的量產因為米爾希與梅塞施密特教授的私人恩怨以及對Me 209較為看好而一直被推延，一直到1942年12月才排入生產計畫，但開始生產則要1944年（每個月20架）；一直到戰鬥機總監阿道夫·賈南德中將於1943年5月22日的試飛後，米爾希才正視了該機的價值，取消Me 209的計畫。然而希特勒即便在技术人员的劝说下仍執意將其改裝為轟炸機，这种改装嚴重降低了它的性能，米爾希對希特勒說道：「我的元首，即使是三歲小孩也瞧得出這是一架戰鬥機，而非轟炸機。」，對此，希特勒不對米爾希發飆，反而怒罵戈林。1943年8月，鑑於盟軍空襲德國的火力越來越強，米爾希下令每月生產4000架戰鬥機，但對於賈南德建議其中25％為噴射機的方案又感到厭惡。米爾希一直無法達到理想的生產成果，這使他在德國決策高層的威望持續下降。在1944年5月，當希特勒問起米爾希共建造多少架Me 262戰鬥轟炸機時，米爾希報告一架也沒有，希特勒因此對米爾希徹底失去信任。當盟軍於諾曼底登陸時，米爾希已被戈林解除了部份的職務，其飛機生產主導權已落入斯佩爾手中，權力已遭掏空。對於Me 262和He 177轟炸機命運極為諷刺的是，希特勒到了6月20日因為女友愛娃·勃勞恩對其哭訴空襲之慘狀，一怒之下要動用新武器，命令米爾希將Me 262增產到每月1000架，並對He 177等轟炸機罵道：「德國家底磽薄，這種耗油如淌水的轟炸機要它何用！」。

#### 戰爭後期
1944年10月1日，米爾希乘車於阿纳姆一帶打滑撞樹被送至醫院，斷了3根肋骨和肺臟受損，之後他轉到私人的豪華狩獵小屋，持續躺著直到1945年初。在傷勢恢復後，米爾希晉見希特勒，後者原要依斯配爾的建議，將他調往負責恢復德國運輸系統的工作單位，但3天後隨即改變心意。1945年4月20日，米爾希受希特勒之邀參加它的生日宴會，這也是兩人最後一次見面，9天後，希特勒自殺身亡，而米爾希則駕車前往波羅的海，試著逃離德國，但在1945年5月4日被抓獲，米爾希穿著軍官正裝向英軍投降，但被英軍的兩名士兵洗劫，搶走了他的兩隻金錶、金質元帥杖和金香煙盒，之後又被轉交到一處被作為指揮總部的餐館內，被當地的英軍突擊隊指揮官德里克·米尔斯-罗伯茨准將指著大罵：「所有的德國軍人都是罪犯！他們與集中營的罪行都有關係！」，米爾希反駁自己為空軍，與集中營無關。但准將不滿意這個解釋，從米爾希手中搶走了他的臨時元帥權杖，並猛打他的頭直到木質的權杖斷裂。米爾希在地上摀著頭喊道：「我是一個軍官，一個元帥！」。在被俘期間，米爾希還遭到嚴刑拷打，並同凱塞林、瓦尔特·冯·布劳希奇、尼古拉斯·馮·法爾肯霍斯特和亞歷山大·馮·法肯豪森被關入達豪集中營。

### 戰後受審

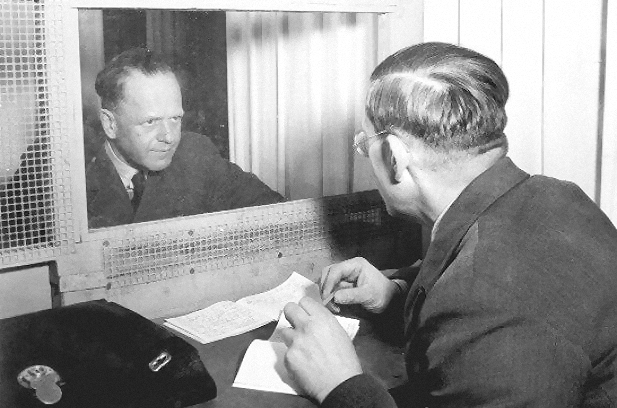
獄中的米爾希（左）和其弟維爾納·米爾希，後者於紐倫堡審判中為其辯護

後來米爾希於1946年11月14日的紐倫堡後續審判中的米爾希判案被指控觸犯戰爭罪和反人類罪，包括以戰俘和平民施以強迫勞動與虐待來遂行納粹飛機工業生產、將未經同意之人用於可能致命的人體醫學實驗等罪行，而米爾希在1946年12月20日的法庭上宣稱自己無罪，法務審判從1947年1月2日至1947年4月17日，法官判定米爾希在人體實驗的部份無罪，但強迫勞役罪名成立，並於1947年4月17日判處終身監禁，被關至雷布多夫監獄（Rebdorf Prison）。後來在美國官員約翰·J·麥克洛伊介入後於1951年1月31日被減刑至15年，1954年6月4日獲假釋，並與歷史作家大衛·艾文出版了傳記《德國空軍的興起與衰落：空軍元帥埃爾哈德·米爾希生平》（The rise and fall of the Luftwaffe: The life of Field Marshal Erhard Milch）。米爾希還在杜塞道夫擔任飛雅特航空工業與蒂森顧問，1972年1月25日於伍珀塔尔-杜塞道夫一帶過世，享年79歲（為最後一位還活著的空軍元帥），並依照他的遺願埋至吕讷堡。

## 個人生活
米爾希於1917年與舍内克（Schöneck）地主保羅·帕奇克（Paul Patschke）之女—凱特·帕奇克（Käthe Patschke）結婚（可能是因為女方已經懷孕），他們第一個女兒於隔年出世，第二個女兒則是在1928年出生。米爾希在生活上極為奢侈，嗜吃美食與飲佳酒、享用上好的雪茄，另外還沈迷美色，米爾希後來也與妻子於1930年代後期分居。

## 榮譽
- 德意志帝國 鐵十字勳章：二級於1914年10月4日被授予；一級則於1915年10月19日[56]。
- 德意志帝國 普魯士軍事飛行成就勳章（Preußisches Militär-Flugzeugführer-Abzeichen）
- 德意志帝國 普魯士偵查飛行員勳章（Preußisches Flugzeugbeobachter-Abzeichen）：1916年6月23日被授予[56]。
- 德意志帝國 航空兵紀念勳章（Flieger-Erinnerungsabzeichen）：1919年被授予[56]。
- 義大利王國 莫里斯聖徒與拉薩斯勳章（Italienischer St. Mauritius- und Lazarus-Orden II）：二級（大軍官級），1933年4月被授予[56]。
- 保加利亞王國 優良公民勳章（Bulgarischer Zivilverdienstorden）：二級（大軍官級），1939年5月31日被授予[56]。
- 希臘王國 鳳凰勳章（Griechischer Phönix-Orden）：一級（大十字級），1934年5月被授予[56]。
- 德意志第三帝國 紅十字榮譽勳章（Ehrenzeichen des Deutschen Roten Kreuzes）：1934年7月27日被授予[56]。
- 德意志第三帝國 前線戰鬥勳章（Ehrenkreuz für Frontkämpfer）：1934年12月15日被授予[56]。
- 德意志第三帝國 飛行觀察員勳章（Flugzeugführer- und Beobachterabzeichen）：1935年3月30日被授予[56]。
- 保加利亞王國 軍事優異勳章（Bulgarisches Militär-Verdienstkreuz）：一級（寶劍級），1935年5月27日被授予[56]。
- 芬蘭 白玫瑰勳章（Orden der Weißen Rose）：二級，1935年6月6日被授予[56]。
- 南斯拉夫王國 聖薩瓦勳章（St.-Sava-Orden）：一級，1935年6月30日被授予[56]。
- 德意志第三帝國 萨克森—科堡-哥达王朝內務榮譽勳章（Hausorden des Herzogs Carl Eduard von Sachsen-Coburg und Gotha）：大十字佩寶劍級，1935年8月15日被授予[56]。
- 匈牙利王國 皇家榮譽十字勳章（Königlich Ungarisches Verdienstkreuz）：一級，1935年10月被授予[56]。
- 德意志第三帝國 1936年奧運服務紀念勳章：一級，1936年8月16日被授予[56]。
- 德意志第三帝國 軍事服務勳章：一級，1936年10月2日被授予[56]。
- 德意志第三帝國 納粹黨黨章：金質，1937年1月30日被授予[57][56]。
- 智利 榮譽勳章（Chilenischer Verdienstorden）：二級（指揮十字章），1937年3月3日被授予[56]。
- 法國 飛行員勳章（Französisches Flugzeugführerabzeichen）：1937年9月29日被授予[56]。
- 義大利王國 皇冠勳章（Orden der Italienischen Krone）：一級（大十字級），1937年9月被授予[56]。
- 大日本帝國 瑞寶章：一級（即瑞寶大綬章），1937年12月被授予[56]。
- 南斯拉夫王國 皇冠勳章（Orden der Jugoslawischen Krone）：一級（大十字級），1938年1月被授予[56]。
- 德意志第三帝國 空襲防務勳章（Luftschutz-Ehrenzeichen）：一級，1938年4月20日被授予[56]。
- 中華民國 采玉勳章：一等，1938年6月被授予[56]。
- 南斯拉夫王國 飛行員勳章，1938年6月被授予[56]。
- 德意志第三帝國 德奧合併紀念章：1938年3月被授予[56]。
- 德意志第三帝國 蘇台德紀念章：1938年10月被授予[56]。
- 德意志第三帝國 梅梅尔奖章
- 德意志第三帝國 鐵十字勳章：一級與二級[56]。
- 德意志第三帝國 騎士鐵十字勳章：1940年5月4日被授予[58][56]。
- 德意志第三帝國 飛行觀察員勳章：金質鑲鑽。

## 資料來源
1. 1 2 3  Mitcham（1995年），第173页
2. ↑  （英文）.   [2010-08-12]. （原始内容存档于2020-02-16）.
3. ↑  Irving（1973年），第3页
4. 1 2 3 4 5 6 7 8 9 10 11  Exordio
5. ↑  Irving（1973年），第395页
6. 1 2  Irving（1973年），第5页
7. 1 2  莫勒（1977年），第135页
8. ↑  Irving（1973年），第8页
9. ↑  . lexikon-der-wehrmacht.de.   [2010-05-05]. （原始内容存档于2019-09-13） （德语）.
10. ↑  .   [2010-08-15]. （原始内容存档于2012-05-17） （波兰语）.
11. 1 2  Mitcham（2007年），第6页
12. 1 2  .   [2010-08-15]. （原始内容存档于2017-03-26） （葡萄牙语）.
13. ↑  Irving（1973年），第12页
14. 1 2  Mitcham（2007年），第7页
15. ↑  .   [2010-08-15]. （原始内容存档于2009-10-10） （英语）.
16. ↑  Edwin（1995年），第84页
17. ↑  Klee（2011年），第412页
18. ↑  .   [2010-08-15]. （原始内容存档于2016-10-15） （法语）.
19. ↑  Green（1980年），第11-12页
20. 1 2  .   [2010-08-15]. （原始内容存档于2015-04-24） （英语）.
21. ↑  Homze（1976年），第125页
22. ↑  艾爾斯托伯（2006年），第19页
23. ↑  Mitcham（2008年），第85页
24. ↑  Griehl（2001年），第38页
25. ↑  貝克（1999年），第47页
26. ↑  艾爾斯托伯（2006年），第27页
27. ↑  McNab（2009年），第15页
28. ↑  艾爾斯托伯（2006年），第60页
29. 1 2 3  .   [2010-08-16]. （原始内容存档于2015-04-03）.
30. ↑  Mitcham（2007年），第8页
31. ↑  .   [2010-09-03]. （原始内容存档于2009-09-29）.
32. 1 2 3 4 5 6  Mitcham（2008年），第88页
33. 1 2  Mitcham（2008年），第92页
34. ↑  Mitcham（2001年），第183页
35. ↑  王建吉（1994年），第305页
36. ↑  曼斯坦（1994年），第171页
37. ↑  王建吉（1994年），第336页
38. ↑  貝克（1999年），第535页
39. ↑  王建吉（1994年），第327页
40. ↑  王建吉（1994年），第328页
41. 1 2  貝克（1999年），第571页
42. ↑  Edwin（1995年），第234页
43. ↑  貝克（1999年），第597页
44. ↑  派克（1997年），第35页
45. 1 2  Mitcham（2001年），第186页
46. ↑  派克（1997年），第40页
47. 1 2 3 4  Mitcham（2001年），第187页
48. ↑  Irving（1973年），第330页
49. 1 2  Irving（1973年），第331页
50. ↑  Neillands & De Normann（1993年），第238页
51. 1 2  Mitcham（2001年），第188页
52. ↑  The Mazal Library
53. ↑  Kröll（1999年），第96页
54. ↑  Nöllke（2009年），第113页
55. ↑  Mitcham（2001年），第174页
56. 1 2 3 4 5 6 7 8 9 10 11 12 13 14 15 16 17 18 19 20 21 22 23 24 25 26 27 28 29  Deutsche Digitale Bibliothek
57. ↑  Patzwall（2004年），第27页
58. ↑  Scherzer（2007年），第545页